# Kleinmachnow
Kleinmachnow là một đô thị thuộc huyện Potsdam-Mittelmark, bang Brandenburg, Đức. Đô thị này có diện tích 11,94 km², dân số cuối năm 2007 là 19.193 người với mật độ dân số 1607 người/km²
Kleinmachow có cự ly 19 km về phía tây nam trung tâm Berlin, và 12 km về phía đông Potsdam.

## Thành phố kết nghĩa
- Schopfheim, Đức